# Simon Hegelich

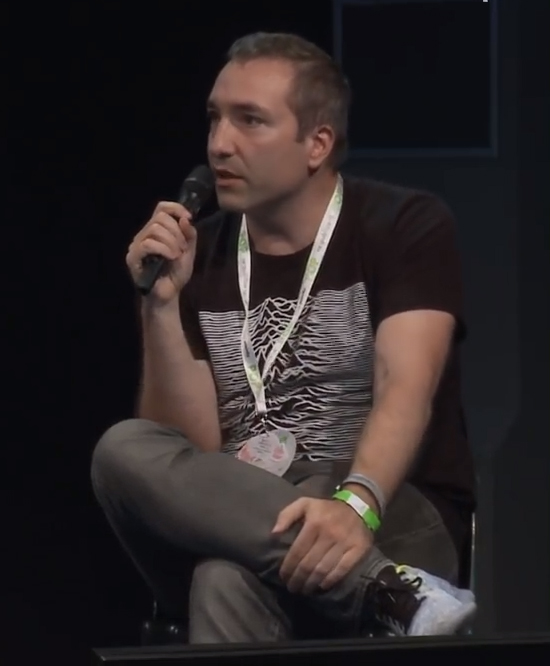
Simon Hegelich (2018)

Simon Hegelich (* 1976) ist ein deutscher Politikwissenschaftler.

## Leben
Hegelich wurde 2006 an der Westfälischen Wilhelms-Universität promoviert und habilitierte sich dort 2012. An der Universität Siegen war er Geschäftsführer des Forschungskollegs „Zukunft menschlich gestalten“ (FoKoS). 2016 folgte er dem Ruf auf die Professur für Political Data Science an der Hochschule für Politik München.

## Veröffentlichungen (Auswahl)
- mit Cornelia Fraune und David Knollmann: "Point Predictions and the Punctuated Equilibrium Theory: A Data Mining Approach—U.S. Nuclear Policy as Proof of Concept". Policy Studies Journal, 2015, 43: 228–256. doi:10.1111/psj.12089
- mit Martina Grabau: The Gas Game: Simulating Decision-Making in the European Union's External Natural Gas Policy. Swiss Political Science Review, 2016. doi:10.1111/spsr.12202
- Hegelich, Simon: Herrschaft – Staat – Mitbestimmung, Springer-VS, Wiesbaden, 2013.
- mit Morteza Shahrezaye: "The Communication Behavior of German MPs on Twitter: Preaching to the Converted and Attacking Opponents". European Policy Analysis 2015, 1/2, 155–174. doi:10.18278/epa.1.2.8
- Hegelich, Simon: Reformkorridore des deutschen Rentensystems, VS-Verlag, Wiesbaden 2006, ISBN 3-531-14911-3.